# Storia della Polonia (1795-1918)
Dal 1795 al 1918 la Polonia era divisa tra Prussia, Austria e Russia. La terza partizione del 1795 portò alla fine del Confederazione polacco-lituana

## Periodo napoleonico

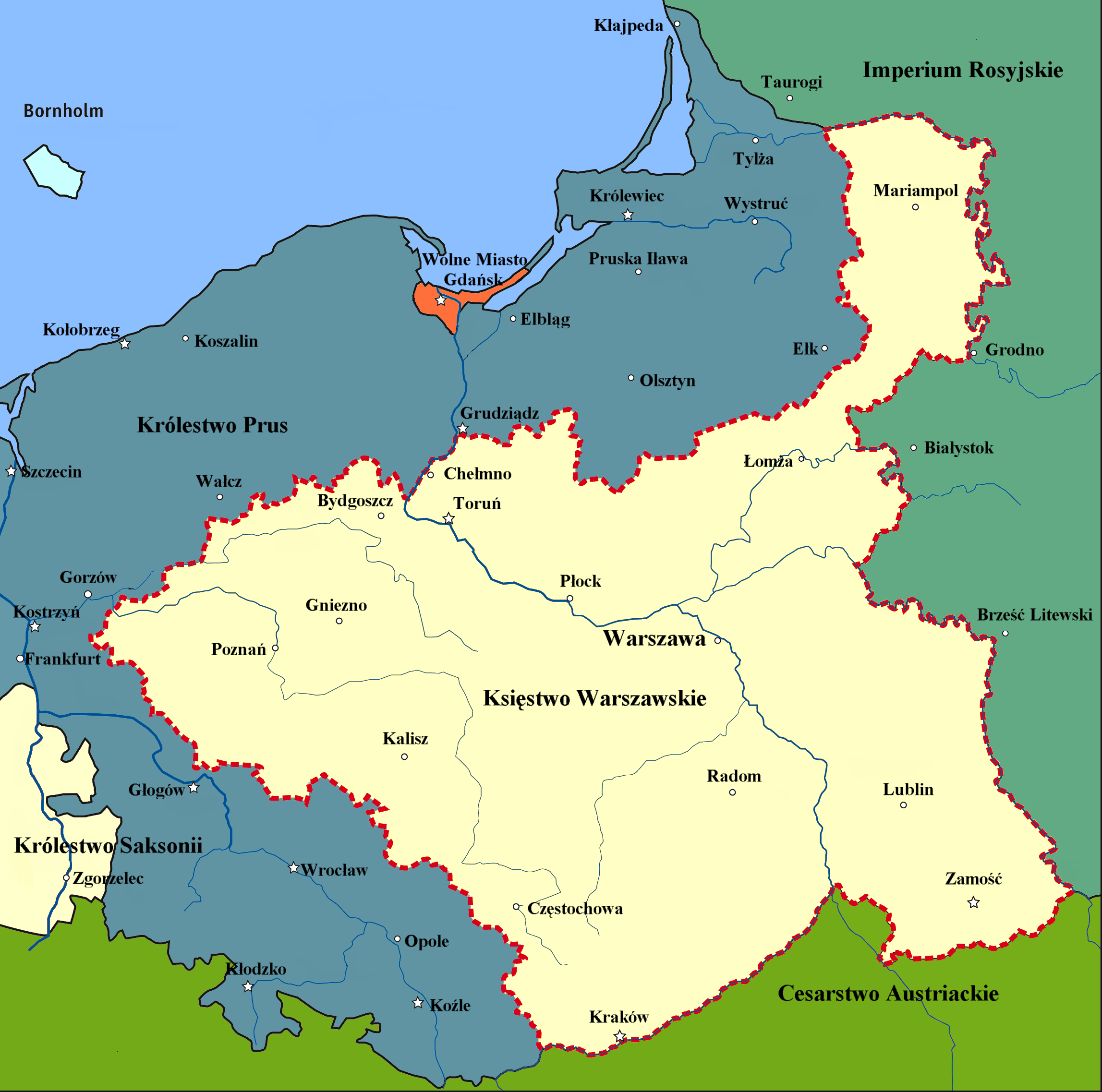
Territorio del Ducato di Varsavia (1807–1815)

All'inizio dell''800 iniziarono a sorgere i primi movimenti nazionalisti polacchi. Nel frattempo l'Europa era scossa dalle guerre napoleoniche. A sostegno di Napoleone Bonaparte si formò una legione di volontari polacchi che speravano nella risoluzione della "questione polacca".
Nel 1807 Napoleone Bonaparte creò il Ducato di Varsavia, di fatto uno stato vassallo dell'Primo impero francese.
Dopo la sconfitta dell'esercito napoleonico nella Campagna di Russia, le truppe russe occuparono di Ducato di Varsavia nel 1813. Il successivo Congresso di Vienna del 1815 riaffermarono l'autorità russa, austriaca e prussiana sui territori abitati dai polacchi.

## L'impatto del Romanticismo
Il clima artistico e intellettuale d'inizio '800 favorì la discussione dell'autodeterminazione dei popoli. Recuperando i valori delle lingue e culture nazionali, il Romanticismo fiorì nelle arti e il Nazionalismo nel pensiero politico. Il maggiore esponente del Romanticismo polacco fu Adam Mickiewicz, le cui opere si rifacevano al glorioso passato della Polonia.
Durante l'Ottocento il nazionalismo polacco si diffuse dapprima nell'aristocrazia, e in seguito anche nei ceti popolari.

## Epoca delle insurrezioni nazionali
Per decenni il movimento nazionalista diede priorità all'indipendenza. Si susseguirono una serie di rivolte, soprattutto nella zona russa.
Dopo il Congresso di Vienna l'Impero russo aveva garantito una certa autonomia alle zone polacche, tuttavia il dominio russo fu arbitrario. Nel frattempo si formarono le prime società segrete.
Nel novembre 1830 le truppe polacche si ribellarono a Varsavia. Venne formato un governo provvisorio che chiese aiuti alla Francia, che tuttavia furono ignorati. L'anno successivo l'esercito russo riuscì a domare la rivolta. Dopo questi eventi la Polonia perse la sua limitata autonomia.
Dopo il fallimento dei moti del 1830, nel territorio polacco continuò l'attività clandestina. A Parigi ai formò un'élite politica ed intellettuale di polacchi emigrati. Uno di questi gruppi, di stampo conservatore e monarchico, era capeggiato da Adam Jerzy Czartoryski. I gruppi progressisti, i quali insistevano sull'indipendenza della Polonia e l'instaurazione di una Repubblica, non formarono mai un fronte unitario e si trovarono divisi. La rivolta scoppiata nel 1846 nella parte austriaca, promossa dalla Società Democratica Polacca, fu repressa nel sangue.
L'ultimo tentativo di rivolta si ebbe nella parte russa, che iniziò nel gennaio 1863. La rivolta venne domata dopo quindici mesi. Dopo aver domato la ribellione, l'Impero russo abolì la residua autonomia e la Polonia divenne parte integrante della Russia, venendo posta sotto il comando di Mikhail Muravyov-Vilensky, conosciuto come il boia di Vilnius.

## Fine Ottocento
Dopo il fallimento dell'insurrezione del 1863-1864 i leader polacchi abbandonarono l'obiettivo dell'indipendenza immediata, optando per la strategia del "Lavoro organico" (Praca organiczna)  attraverso l'educazione delle masse.
Negli ultimi decenni dell'Ottocento la Germania da una parte, e la Russia dall'altra, tentarono l'assimilazione dei polacchi.
I sudditi polacchi sotto il dominio austro-ungarico soffrirono meno persecuzioni religiose e culturali rispetto alle controparti tedesca e russa. La nobiltà della "Polonia austriaca" era leale verso la corona. In cambio di ciò la Galizia ottenne un certo grado di autonomia. A fine Ottocento le Università di Cracovia e Leopoli erano il centro dell'attività intellettuale polacca.

## Trasformazione politica e sociale
Verso la fine dell'Ottocento ci furono forti trasformazioni economiche e sociali, specialmente nella parte russa e in Slesia. dove si svilupparono le prime miniere e le fabbriche. Ciò provocò una crescente urbanizzazione dei ceti contadini. Inoltre milioni di polacchi emigrarono in Nord America e Brasile. Nelle città iniziarono le prime tensioni tra polacchi, tedeschi ed ebrei.
Queste trasformazioni sociali portarono alla nascita di nuovi soggetti politici, tra cui quello socialista. Nel 1905 il Partito Socialista Polacco, con a capo Józef Piłsudski, era il più grande partito socialista di tutto l'Impero russo. Un altro soggetto, di stampo conservatore, erano i Nazionaldemocratici di Roman Dmwoski. All'inizio del Novecento la leadership polacca abbandonò la strategia del "Lavoro organico" per tornare a una politica più assertiva delle proprie istanze indipendentiste.

## Prima guerra mondiale
Con lo scoppio della Grande Guerra le terre polacche si trovavano nel mezzo dei contendenti, da una parte Germania e Austria-Ungheria, dall'altra la Russia. Le tre potenze miravano ad ottenere la lealtà dei polacchi promettendo una maggiore autonomia in caso di vittoria. Nel 1916 gli Imperi centrali crearono il Regno di Polonia che comprendeva una parte russa e governato da una reggenza, con un proprio esercito e una propria moneta, il marco polacco.
Nel frattempo Roman Dmowski, che era passato in Europa occidentale, auspicava che tutte le terre polacche passassero sotto controllo russo in vista di una futura liberazione. Piłsudski, il quale aveva previsto che la guerra avrebbe distrutto le tre parti, riuscì a formare le legioni polacche, che affiancarono gli Imperi centrali per sconfiggere la Russia come primo passo verso l'indipendenza.

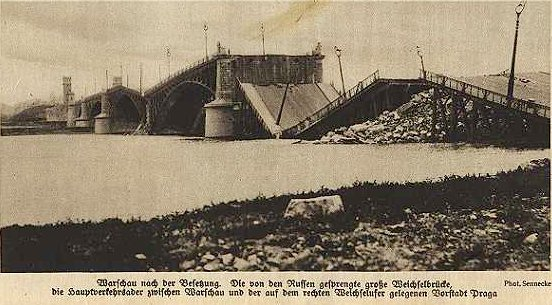
Il ponte Poniatowski di Varsavia fatto saltare in aria dall'esercito russo in ritirata nel 1915.

Nei territori polacchi si combatterono molte battaglie sanguinose. Nel 1914 le truppe russe riuscirono ad arrivare a Cracovia. Nella primavera del 1915 si combatté a Gorlice e Przemyśl, in Galizia. I territori polacchi furono saccheggiati dai russi in ritirata nel tentativo di fare "terra bruciata", I russi imprigionarono migliaia di polacchi accusati di collaborare con il nemico. Alla fine del 1915 i tedeschi riuscirono ad occupare l'intero settore russo, compresa Varsavia. In seguito una controffensiva russa del 1916 esacerbò le condizioni dei civili polacchi.
Alla fine della guerra il territorio polacco risultava devastato. I caduti furono 450000, tra gli uomini impegnati al fronte.

## L'indipendenza
Nel marzo 1918 venne siglato il Trattato di Brest-Litovsk con il quale la Russia rinunciava ai territori polacchi in favore della Germania. Pochi mesi più tardi la Germania a sua volta si arrese alle forze dell'Intesa. Con la caduta degli Imperi centrali si aprivano le porte all'indipendenza per la Polonia. Infatti i Quattordici punti di Woodrow Wilson prevedevano la creazione di uno stato polacco indipendente.
Józef Piłsudski divenne un eroe popolare dopo il suo arresto per insubordinazione; venne poi rilasciato e tornò a Varsavia nel novembre 1918. Intanto il Regno di Polonia, stato fantoccio della Germania, si disintegrò e la Reggenza cedette i poteri a Piłsudski, il quale diventò Capo dello Stato provvisorio.